# خاک‌رنگیان
خاک‌رنگیان (نام علمی: Rhyparochrominae) نام یک زیرخانواده از تیره خاک‌رنگان است.